# Tput
Em computação, tput é um comando padrão do UNIX que emprega as capacidades de terminal.
Dependendo do sistema, tput usa o banco de dados terminfo ou termcap, além de olhar, no ambiente, para o tipo de terminal.

## História
Tput foi fornecido no UNIX System V, no início da década de 1980. Um clone do tput AT&T foi enviado para o volume 7 do newsgroup mod.sources (posteriormente comp.sources.unix) em setembro de 1986.
A versão 3 do System V proveu uma versão melhorada, que combinou as diferentes capacidades de inicialização como uma nova opção init, e as capacidades de re-inicialização como reset, daí então simplificando o uso de tput para inicializações e reinicializações do terminal.
As plataformas BSD, por outro lado, forneceram uma implementação diferente do tput no 4.3 BSD-Reno, de junho de 1990. É usado o termcap, reconhecendo apenas nomes de capacidades termcap, e não aceitando parâmetros de linha de comando para o endereçamento de cursor. O FreeBSD usou este termcap em 1994, melhorando-o ao aceitar um ou dois parâmetros numéricos de linha de comando.
O pacote mytinfo por Ross Ridge em 1992 forneceu uma tput que aceita tanto nomes de capacidades termcap quanto terminfo. O ncurses incorporou o código mytinfo em junho de 1995.

## Ler mais
- Tansley, D. S. W. (2000). «Creating screen output». Linux and UNIX shell programming. Col: Safari Tech Books Online. [S.l.]: Addison-Wesley. ISBN 978-0-201-67472-9